# Hans-Jürg Fehr
Pour les articles homonymes, voir Fehr.
Hans-Jürg Fehr, né le 7 août 1948 à Rheinklingen (canton de Thurgovie), est un homme politique suisse.

## Biographie
Conseiller municipal à Schaffhouse en 1983-1984, il siège au Grand Conseil de ce canton à partir de 1983 puis au Conseil national dès 1999. Il préside un temps la Commission des constructions publiques.
Il occupe les fonctions de président du Parti socialiste suisse du 6 mars 2004, où il remplace Christiane Brunner et l'emporte sur le conseiller national Werner Marti du canton de Glaris, et le 1er mars 2008 où il remet son mandat à Christian Levrat après des élections fédérales plutôt mitigés pour le parti. Durant sa présidence, il se retrouve notamment dans le camp des vainqueurs lors de votations tenues en 2004 portant sur les assurances sociales et les finances.